# Gunnar Idenstam
Per Gunnar Emanuel Idenstam, född 18 november 1961 i Jukkasjärvi socken, är en frilansande svensk konsertorganist, tonsättare, arrangör och folkmusiker.
Idenstam har avlagt högre organist- och kantorsexamen vid Kungliga Musikhögskolan i Stockholm med Rune Engsö, Anders Bondeman och Torvald Torén som lärare. Han har även studerat vid Conservatoire National de Rueil-Malmaison i Paris.

## Verk
Gunnar Idenstam har skrivit beställningsmusik för Wermland Classic Festival, Lahti Organ Festival och för olika körer och grupper i de nordiska länderna. Hans Katedralmusik användes av koreografen Margaretha Åsberg i ett av hennes verk och han har komponerat originalmusik till koreografen och dansaren Virpi Pahkinen.
Tillsammans med Benny Andersson, Orsa Spelmän och Musikhögskolan i Piteås kammarkör uruppförde han Benny Anderssons specialskrivna verk En skrift i snön (text: Kristina Lugn) under invigningen av Orgel Acusticum vid Luleå tekniska universitet. Han har även samarbetat med riksspelmannen, den klassiskt skolade Lisa Rydberg, liksom med nyckelharpisten Johan Hedin.

## Priser och utmärkelser
- 1984 – Förstapris i Grand Prix de Chartres i improvisation
- 1985 – Prix de Virtuosité och 1:a specialpris vid Conservatoire National de Rueil-Malmaison, Paris
- 1986 – Svenskt Solistdiplom med Belöningsjetong
- 1987 – DN På Stans Kasperpris
- 2012 – Kungliga Musikaliska Akademiens Interpretpris
- 2013 – Ledamot av Kungliga Musikaliska Akademien
- 2013 – Litteris et Artibus

## Diskografi
- 1988 – Improvisation
- 1991 – The Sacred Trombone
- 1991 – Contrasts
- 1992 – Bach Organ Works
- 1993 – Bröllopsmusik
- 1994 – Minnesmusik
- 1999 – Midsummer Night's Mass
- 2001 – Swedish Wedding Tunes
- 2002 – Cathedral Music
- 2004 – Låtar: Swedish Folk Tunes
- 2007 – Bach på svenska
- 2010 – Låtar II: Swedish Folk Tunes
- 2010 – Jukkaslåtar/Songs for Jukkasjärvi
- 2014 – Debussy & Ravel
- 2014 – Bach på svenska: Tyska klockorna

## Verklista
- Minnesmusik
  - Tillägnan
  - Härifrån till evigheten
  - Hymn
  - Largetto ur recitativ och aria ur operan Xerxes
  - The Cherrystone
  - Lake District
  - Claire
  - Adagio in sol minor
  - Helen´s Theme

- Six Encores
  - Bourrée II
  - Jesu bleibet meine Freude
  - Pavane pour une infante défunte
  - The Flight of the Bumble-Bee
  - Gymnopédie No. I
  - Der Musensohn

- Vallflickans dans (SKG 7072)

- Bröllopsmusik (1993, Wessman 9325A)
  - Birkalåten
  - Bröllopsmarsch
  - The Trumpet Volontary
  - Flamländsk brudmarsch
  - Leksands brudmarsch
  - Jämtländsk brudmarsch
  - Brudmarsch

- Katedralmusik Vol. I (WC 2506)
  - Toccata II
  - Aria II
  - Scherzo
  - Intermezzo
  - Fanfare II
  - Toccata IV

- Katedralmusik Vol. II (WC 6481)
  - Procession
  - Chorale II
  - Toccata III
  - Scherzo II (Yoik)
  - Dance II
  - Hymn II

- Katedralmusik Vol. III (WC 6573)
  - Dance III
  - Vesper
  - Black Waltz
  - Menuet Nordique
  - Toccata I

### Körverk
- O helga natt (2000, SKG 10071)
- Oh Kristus valgus oled sa (TTBB och orgel, WC 1601286)